# سالن راکوره
سالن راکوره (استونیایی: Rakvere Sports Hall) یک سالن ورزشی در راکوره، استونی است.
این ورزشگاه که در سال ۲۰۰۴ تأسیس شده دارای ۲٬۴۲۲ نفر ظرفیت می‌باشد و برای ورزش‌های بسکتبال و والیبال استفاده می‌شود.